# Yukshin Gardan Sar
Yukshin Gardan Sar – jeden ze szczytów grupy Hispar Muztagh w Karakorum. Leży w północnym Pakistanie, ok. 15 km na północny wschód od Kunyang Chhish. Jest to 55 szczyt Ziemi. Wysokość szczytu podawana jest też czasami jako 7530 lub 7641 m.
Pierwszego wejścia dokonali Austriacy: Willi Bauer, Walter Bergmayr, Willi Brandecker, Reinhard Streif  26 czerwca 1984 r.